# Mercedes-Benz W25
Mercedes-Benz W25 är en tävlingsbil som tillverkade av den tyska biltillverkaren Mercedes-Benz mellan åren 1934 och 1936.

## Bakgrund
Det internationella bilsportförbundet oroade sig för de allt högre motoreffekter och topphastigheter som bilarna inom Grand Prix racingen uppnådde i början av 1930-talet. Man såg ett samband mellan stora och tunga bilar, som Bentley Speed Six och Mercedes-Benz SSKL, och hög motoreffekt. Man ville även stoppa de skenande kostnaderna, som stack i ögonen på många under krisåren. Därför begränsades maxvikten till 750 kg till säsongen 1934. Däremot missade man att begränsa cylindervolymen och därmed öppnade man för de tyska silverpilarna.
Mercedes-Benz hade lagt tävlingsverksamheten på hyllan under depressionsåren. Men i samband med införandet av den nya 750 kilos-formeln planerade man en comeback. Samtidigt såg den nya tyska ledningen framgångar inom motorsporten som lysande propaganda. Vid bilsalongen i Berlin 1933 utlovade Adolf Hitler en belöning på 500 000 RM till den biltillverkare som hade en tävlingsbil klar till säsongen 1934, med bonus för varje pallplats. Som en jämförelse kan nämnas att Mercedes-Benz minsta modell Typ 170 då kostade 4 400 RM. Dessa pengar, som Mercedes delade med värsta konkurrenten Auto Union, gav de tyska tillverkarna helt andra resurser än konkurrenterna från övriga länder.

## Utveckling
Mercedes-Benz nya tävlingsbil liknade den samtida sportbilen Typ 380, byggd på en lådbalksram och med individuell hjulupphängning runt om, med pendelaxel bak. Motorn var en frontmonterad rak åtta med Roots-kompressor. Men där slutar likheterna. Tävlingsmotorn hade dubbla överliggande kamaxlar och fyra ventiler per cylinder och bilen hade transaxel. Kompressorn var försedd med en avlastningsventil som släppte ut övertrycket med ett karaktäristiskt skrikande ljud, när föraren släppte gaspedalen.
Bilen debuterade våren 1934 med M25A-motorn på 3,4 liter. För att möta konkurrensen från Auto Union infördes först M25AB-motorn på 3,7 liter och senare M25B-motorn på 4 liter redan under första säsongen.
Till säsongen 1935 uppdaterades bilen med bättre växellåda och bromsar. Bilen inledde säsongen med M25B-motorn, men senare infördes M25C-motorn på 4,3 liter och differentialbroms.
Till säsongen 1936 modifierades bilen kraftigt, med kortare hjulbas och en ny De Dion-axel bak. Motorn, kallad ME25, hade förstorats till 4,7 liter. Men bilen hade stora problem med överstyrning och motorns tillförlitlighet var dålig. I slutet av augusti beslutade man sig för att dra sig tillbaka från tävlandet och koncentrera arbetet på att ta fram efterträdaren W125.

## Tekniska data
| Motor                 | M25A                                                  | M25AB                                                 | M25B                                                  | M25C                                                  | ME25                                                  |
| --------------------- | ----------------------------------------------------- | ----------------------------------------------------- | ----------------------------------------------------- | ----------------------------------------------------- | ----------------------------------------------------- |
| Motor:                | Frontmonterad 8-cylindrig radmotor                    | Frontmonterad 8-cylindrig radmotor                    | Frontmonterad 8-cylindrig radmotor                    | Frontmonterad 8-cylindrig radmotor                    | Frontmonterad 8-cylindrig radmotor                    |
| Cylindervolym:        | 3360 cm³                                              | 3710 cm³                                              | 3990 cm³                                              | 4310 cm³                                              | 4730 cm³                                              |
| Borrning x slaglängd: | 78 x 88 mm                                            | 82 x 88 mm                                            | 82 x 94 mm                                            | 82 x 102 mm                                           | 86 x 102 mm                                           |
| Max effekt:           | 302 hk                                                | 348 hk                                                | 370 hk                                                | 402 hk                                                | 453 hk                                                |
| Ventilstyrning:       | 2 överliggande kamaxlar, 4 ventiler per cylinder      | 2 överliggande kamaxlar, 4 ventiler per cylinder      | 2 överliggande kamaxlar, 4 ventiler per cylinder      | 2 överliggande kamaxlar, 4 ventiler per cylinder      | 2 överliggande kamaxlar, 4 ventiler per cylinder      |
| Överladdning:         | Roots-kompressor                                      | Roots-kompressor                                      | Roots-kompressor                                      | Roots-kompressor                                      | Roots-kompressor                                      |
| Växellåda:            | 4-växlad manuell, transaxel                           | 4-växlad manuell, transaxel                           | 4-växlad manuell, transaxel                           | 4-växlad manuell, transaxel                           | 4-växlad manuell, transaxel                           |
| Hjulupphängning fram: | Dubbla tvärlänkar, skruvfjädrar, friktionsstötdämpare | Dubbla tvärlänkar, skruvfjädrar, friktionsstötdämpare | Dubbla tvärlänkar, skruvfjädrar, friktionsstötdämpare | Dubbla tvärlänkar, skruvfjädrar, friktionsstötdämpare | Dubbla tvärlänkar, skruvfjädrar, friktionsstötdämpare |
| Hjulupphängning bak:  | Pendelaxel                                            | Pendelaxel                                            | Pendelaxel                                            | Pendelaxel                                            | De Dion-axel                                          |
| Fjädring bak:         | Tvärliggande bladfjädrar, friktionsstötdämpare        | Tvärliggande bladfjädrar, friktionsstötdämpare        | Tvärliggande bladfjädrar, friktionsstötdämpare        | Tvärliggande bladfjädrar, friktionsstötdämpare        | Tvärliggande bladfjädrar, friktionsstötdämpare        |
| Bromsar:              | Hydrauliska trumbromsar                               | Hydrauliska trumbromsar                               | Hydrauliska trumbromsar                               | Hydrauliska trumbromsar                               | Hydrauliska trumbromsar                               |
| Chassi & kaross:      | Lådbalksram med aluminiumkaross                       | Lådbalksram med aluminiumkaross                       | Lådbalksram med aluminiumkaross                       | Lådbalksram med aluminiumkaross                       | Lådbalksram med aluminiumkaross                       |
| Hjulbas:              | 272 cm                                                | 272 cm                                                | 272 cm                                                | 272 cm                                                | 246 cm                                                |
| Torrvikt:             | Ca 750 kg                                             | Ca 750 kg                                             | Ca 750 kg                                             | Ca 750 kg                                             | Ca 750 kg                                             |

## Tävlingsresultat
Mercedes-Benz-stallet leddes av den legendariske stallchefen Alfred Neubauer. När andra märkesstall sköttes av glada amatörer, som såg motorsporten som en rolig hobby, ledde Neubauer sitt team med tysk noggrannhet och militärisk precision. Hans arbete gav också resultat och hans metoder präglar ledningen av formel 1-stallen än idag.

### Grand Prix 1934
Till säsongen 1934 mönstrade stallet bland andra Rudolf Caracciola, Manfred von Brauchitsch och Luigi Fagioli. Stallet gjorde sin Grand Prix-debut i juni. Under säsongen tog Fagioli två segrar, Caracciola och von Brauchitsch var sin.

### Grand Prix 1935
Mercedes-Benz dominerade säsongen 1935  och tog nio segrar.
Detta år infördes ett europeiskt förarmästerskap, där resultaten från tävlingarna i Belgien, Tyskland, Schweiz, Italien och Spanien räknades. Caracciola vann mästerskapet, med Fagioli på andra plats. von Brauchitsch slutade femma.

### Grand Prix 1936
Säsongen 1936 blev usel för stallet med endast två segrar och man drog sig tillbaka efter Schweiz Grand Prix för att komma tillbaka bättre rustade till nästa säsong.
I EM ersattes tävlingarna i Belgien och Spanien av Monacos Grand Prix. Caracciola lyckades bäst, med en sjätte plats.